# 小野満
小野 満（おの みつる、1929年1月3日 - 2008年1月2日）は、千葉県市原市出身の音楽家、ベーシスト、バンドマスター、指揮者。
ジャズ・カルテットのビッグ・フォアのベーシスト、小野満とシックス・ブラザーズのバンドマスター兼ベーシスト、小野満とスイングビーバーズのバンドマスター兼指揮者として活躍した。1967年から1983年までの17年間にわたり、スイングビーバーズと共にNHK紅白歌合戦の白組の演奏・指揮を担当した。
甥（長兄の息子）はロックドラマーでハルメンズ、ヒカシュー、ヤプーズのメンバーだった泉水敏郎。

## 来歴
1929年1月3日（昭和4年）現在の千葉県市原市磯ヶ谷にて、四人兄弟の三男として誕生。旧姓は泉水。生家が貧しかったため、生後間もなく同じ市原市の小野家の養子となる。その後は姉崎の小野家の長男として育つ。
千葉県市原市立姉崎小学校 卒業。千葉工業高校卒業後の1947年（昭和22年）、18歳で三木鶏郎バンドに入団。ジョージ川口、鈴木章治らと共に活動する。その後、長尾正志とビーバップエイセス、後藤博とデキシーランダーズに入団して芸能活動を行う。この間、音楽の研鑽を積み、ジャズの基礎を学んだ。
1951年（昭和26年）レイモンド・コンデらに招かれてゲイセプテッドに入団、名声を高めた。当時の音楽バンドはGHQによってランク付けがなされており、ゲイセプテッドは数少ない「Special A」 であった。当時のメンバーはジョージ川口（ドラムス）、平岡精二（ヴィブラフォン）、チャーリィ脇野（ギター）、フランシスコ･キーコ（ピアノ）、ナンシー梅木（ボーカル）、小野満（ベース）。
1953年（昭和28年）、池田操とリズムキングスにジョージ川口とともに入団。同年、ビッグ・フォアを結成し、大人気を博す。メンバーはジョージ川口（ドラムス）、中村八大（ピアノ）、松本英彦（テナーサックス）、小野満（ベース）。
1955年（昭和30年）、フォア・ブラザーズを結成。メンバーは白木秀雄（ドラムス）、芦田ヤスシ（テナーサックス）、高見彰一（ピアノ）、小野満（ベース）。
1956年（昭和31年）、シックス・ブラザーズを結成。メンバーは北村英治（クラリネット）、チャーリィ脇野（ギター）、増田一郎（ヴァイブ）、太田幸雄（ピアノ）、佐藤イサオ（ドラムス、ウガンダ・トラの実父）、小野満（ベース）。当時ジャズも歌っていた美空ひばりと共に演奏活動を行うなど、非常に人気を博した豪華メンバーによる実力派バンドであった。同年、美空ひばりと婚約するも、のちに婚約を破棄した。1958年（昭和38年）母の薦めで、銀行員の一般女性と結婚。一男二女を儲ける。
1959年（昭和34年）、スイングビーバーズを結成。東京都上野のダンスホール「新世紀」の専属バンドとしてスタート。名実共に、当時の日本を代表するビッグバンドであった。スイングビーバーズ結成の動機は、「この世界に入って18年間、前々からこのようなバンドの編成を考えていたところ、新世紀の社長からやってみないかとの話があり、喜んで話を進めることとなった」（本人談、当時の新聞より）とのこと。スイングビーバーズは、1967年（昭和42年）の第18回より1983年（昭和58年）の第34回まで、NHK紅白歌合戦の白組の演奏を通算17回にわたって務めた。
1966年（昭和41年）12月、自宅の火災により妻と長女が死亡する。1970年（昭和45年）音楽関係者の女性と再婚。1977年（昭和52年）、故郷の市原市にて、芸能生活30周年を記念した『小野満　音楽芸能生活30周年記念リサイタル』を3日間に渡り開催。
1984年（昭和59年）、スイングビーバーズを解散する。時代の変化によりテレビで生演奏をする歌番組が減少し、ビッグバンドの需要が減っていたことと、小野自身が慢性的な内臓疾患と糖尿病を患い体調面が万全でなくなったことが解散理由となった。
現役引退後は、自宅と長野県軽井沢町にあった別荘で静養し、健康の回復に努めた。その後、都内で飲食店の経営とともに、講演活動や音楽出版などを行っていたが、首の神経を痛めたことが原因で足が不自由になる。糖尿病の治療と足のリハビリのため、たびたび千葉県鴨川市の病院で療養していた。
2000年頃、自宅で倒れ、救急車で新宿の東京女子医科大学病院へ搬送されたところ、心筋梗塞で危険な状態であった。手術を受けた結果、一命は取り留めた。しかし、その後は長期的にベッドでの生活となってしまい、長期に渡り闘病生活を送った。
2007年（平成19年）12月に肺炎を患い、2008年（平成20年）1月2日、78歳で死去。この日は奇しくも小野の79歳の誕生日の前日であった。葬儀は、同年1月5日に市原市姉崎の妙経寺において、近親者のみの密葬にて行われた。喪主は長男の小野明彦。その後、四十九日の後には、都内において、多数の音楽関係者が集まり「小野満を偲ぶ会」が2度にわたって執り行われた。
墓所は妙経寺にあり、戒名は『正道院音響日満信士』。

## 作品

### 映画出演
- 1956年（昭和31年）宝島遠征[3] - 美空ひばりの主演映画。シックス・ブラザーズのメンバーと共に出演した。
- 1956年（昭和31年）恋すがた狐御殿[4] - 中村扇雀、美空らと共演した。
- 1958年（昭和33年）希望の乙女[5] - 美空、高倉健らと共演した。
- 1961年（昭和36年）北上川悲歌[6] - バンドマスター役で出演した。

### 音楽作品
- ASIN B001NGSLEM, ファンキー・ジャム・セッション - 松本英彦、世良譲、渡辺貞夫、白木秀雄ら豪華メンバーとのセッションアルバム。
  - 曲目リスト

1. ドキシー
2. 何と素敵な
3. リズマニング
4. ブルース・イン・クローセット
5. ナウズ・ザ・タイム
6. 虹の彼方
7. チュニジアの夜

- ASIN B000FTW99Q, ミッドナイト・ジャズ・セッション - ジミー荒木、ジョージ川口らとのセッションアルバム。
  - 曲目リスト

1. ノース･コースト
2. 満月
3. ブロークン･リズム
4. ロンドンの霧の日
5. トゥー･ブラザース
6. 恋したみたいだ
7. ハーレム･ノクターン
8. ブルース･フォー･バッハ
9. 僕の気持ちを知らないか
10. 希望がわいた
11. デイ･ドリーム
12. A列車で行こう
13. 巴里の空の下

- ASIN B00004TZ7I, オリジナル・ビッグ・フォア - ビッグ･フォア時代の作品。
  - 曲目リスト

1. バードランドの子守唄
2. スターダスト
3. サヴォイでストンプ
4. ブルースの誕生
5. イエスタデイズ
6. ジャンピン・アット・ザ・ウッドサイド
7. ジャスト・ワン・オブ・ゾーズ・シングス
8. キャリオカ
9. フラミンゴ
10. ブルース・イン・ザ・クローゼット
11. “A”列車で行こう

- ASIN B000X1FC7W, リーダース・アイディア　
  - 曲目リスト

1. MOANIN'
2. DIG
3. WALKIN'
4. DOXY
5. A NIGHT IN TUNISIA
6. BAG'S GROOVE
7. WHAT'S NEW
8. READER'S CHOICE

## 美空ひばりとの関係

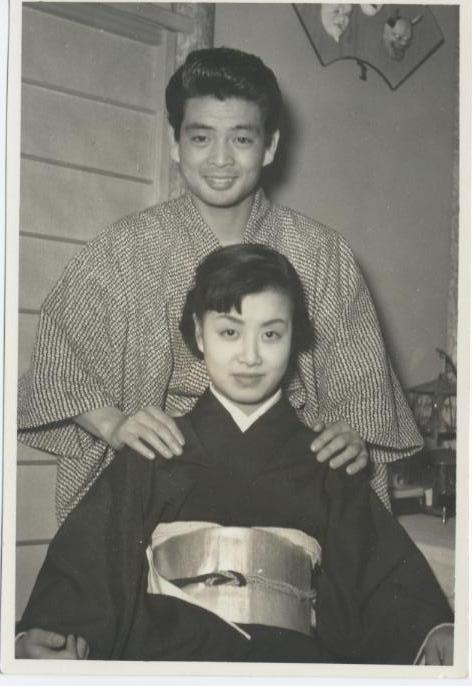
美空ひばりと共に

1956年（昭和31年）、小野は美空ひばりと婚約したが、この婚約は後に解消された。美空ひばりとの恋は、結婚という形では成就しなかった。国民的大スターのひばりを“国の宝”と小野は考えており、「結婚したら女性は家に入るもの」という考え方が色濃かった時代において、非常に悩んだという。
ひばりに、ジャズの手ほどきをしたのは小野である。シックス・ブラザーズがひばりのバックバンドを務めていたこともあり、恋愛感情だけではなく、強い信頼関係で結ばれていたという。1957年（昭和32年）東京浅草国際劇場にて、ひばりが顔に塩酸をかけられるという事件が起こった。その際、小野はやけどを負ったひばりを背負い、走って病院へ向かった逸話が残る。
スイングビーバーズ結成後、小野はひばりのバックで演奏をすることから身を引いた。そして、シックス・ブラザーズのメンバーであったチャーリィ脇野と共に、スイングビーバーズの発展に努めた。その後、脇野はスイングビーバーズから独立し、自身のバンド、チャーリィ脇野とゲイポップスを編成。ゲイポップスは“東京ドームの不死鳥コンサート”まで、ひばりのバックバンドと指揮を務めた。
小野は車を運転する際には、ひばりのカセットテープやCDを聴いていた。

## 趣味やこだわり
- 趣味は麻雀とゴルフ。特に麻雀は非常に好きで、「麻雀で身体を壊した」説があるほどである。なお、美空ひばりに麻雀を教えたのは小野である。
- “人に見られる仕事”であることを常に意識し、また“観客やファンへのサービス”の一環としても身だしなみには非常に気を配った。スーツは銀座の英國屋[7] で仕立てたものを愛用していた。引退後もおしゃれでダンディな紳士ぶりは変らなかった。
- 好物は餅や煎餅。磯部巻きや雑煮が大好物であった。煎餅は海苔を巻いたものを好んで食べていた。他にはカレーライス、海苔。魚料理全般が好きで、寿司、刺身、焼き魚、煮魚などを好んだ。かつて漁師町であった、故郷の姉ヶ崎で育ったせいであろうと思われる。
- 鍋物は種類を問わず大好きで、「毎日鍋でもいい」と話していたほどであったと言う。ちなみに鍋奉行であった。
- 鼻歌で『川の流れのように』や『襟裳岬』を歌っていたという。
- 日産車を好んだ。一度日産車からメルセデス・ベンツに乗り換えたが「やっぱりクルマは日産！」と、再び日産車に乗り換えたこともあったという。
- 自宅では、音楽を聴くことはほとんどなかったという。どうしても「ここの音が良くない」などと、批評する形で聴いてしまうからというのが理由だったようである。

## エピソード
- 子供の頃から体が弱く、病弱であった。病気がちな小野家のあと取りの満の体を心配して、家族や近所の人たちが 山でマムシを取ってきて、生き血を飲ませたり食べさせたりした。その甲斐あってか、10代になった頃にはマラソンの代表選手に選ばれたほど健康になった。
- 1969年（昭和44年）母校である千葉県市原市立姉崎小学校の校歌[8] を作曲。小野の手による明るいテンポの校歌は、現在もなお親しまれ歌い継がれている。
- 小野が音楽を志すきっかけになったのはギターであった。近所に住んでいた幼馴染が弾いていたギターを借りて弾くうちに、音楽の道へ進むことを考えるようになったという。
- 小野は、シックス･ブラザーズの仲間であった佐藤イサオの息子であるウガンダ・トラ（本名：佐藤信一郎）の名付け親であった。
- 甘いマスクのハンサムとして知られ、美空を始め宝塚歌劇団の女優などと恋の噂が多くあった。
- スイングビーバーズ結成当時、所属していた泉プロはひばりプロと銀座で同居していたが、スイングビーバーズ結成を期にひばりプロから離れた。が、新事務所は同じ銀座で、ひばりプロのすぐそばであった。
- 米国人ベース奏者のレイ・ブラウンが来日した際、深く親交を結んだ。ブラウンが自身のオリジナルのベースの弦を製作した際には、小野は銀座の楽器店を回り、自ら売り込みに走った。レイ・ブラウンとはその後も長く親交が続いた。

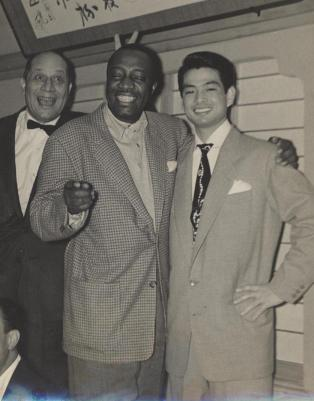
レイ･ブラウンと共に

- 小野と同じ市原市姉崎出身のヨネスケが落語界に入門する際、小野が桂米丸へ紹介し入門の後押しをした。小野は大変面倒見が良く、豊富な人脈を使って他にも多くの人の世話役、紹介役を務めた。
- 親しかった著名人はとして、江利チエミ、田岡一雄、 浜田幸一、周防郁雄、山口洋子らがいる。森進一のことを、個人的に非常に可愛がっていたという。
- 親しい友人たちからは「みっちゃん」の愛称で呼ばれていた。